# Río Ámstel

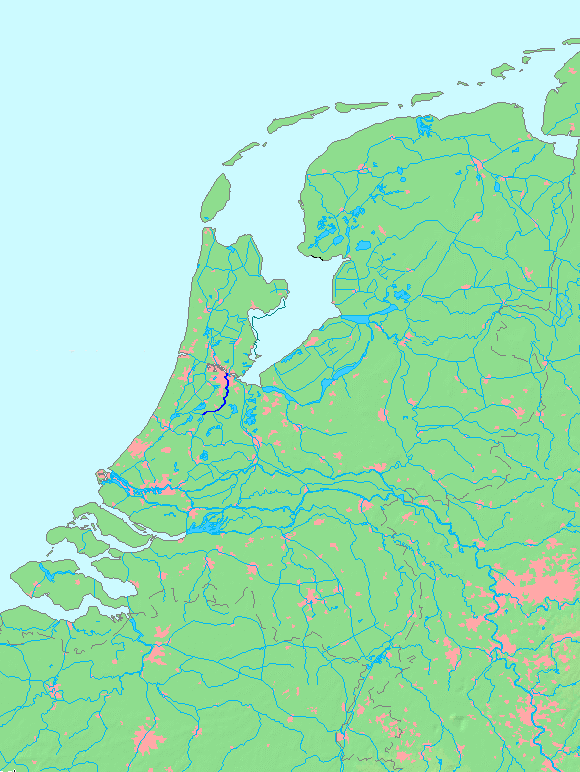
Localización del río en azul oscuro

El río Ámstel es un río que atraviesa la ciudad de Ámsterdam, y da nombre a la ciudad, en los Países Bajos. El nombre del río deriva del antiguo neerlandés Aeme-stelle, que significa área con agua.

## Geografía
El río se formó con la unión de sus afluentes Drecht y Kromme Mijdrechta al sur de Uithoorn, en Holanda Septentrional. Después de la construcción del canal Ámstel-Drecht, el río (incluyendo el canal) comienza en el Drecht, y otro canal (el Aarkanaal), lo une con Nieuwveen, en Holanda Meridional. Los afluentes del río son el Kromme Mijdrecht, Bullewijk y el Waver.
La desembocadura del río se encuentra en la bahía del IJ, Ámsterdam. Sin embargo, en 1936 el río se desbordó y su último tramo pasó a discurrir por la calle mayor de la ciudad, la Rokin. Ese tramo del río sigue pasando por esa calle, pero través de tuberías subterráneas.

## Galería

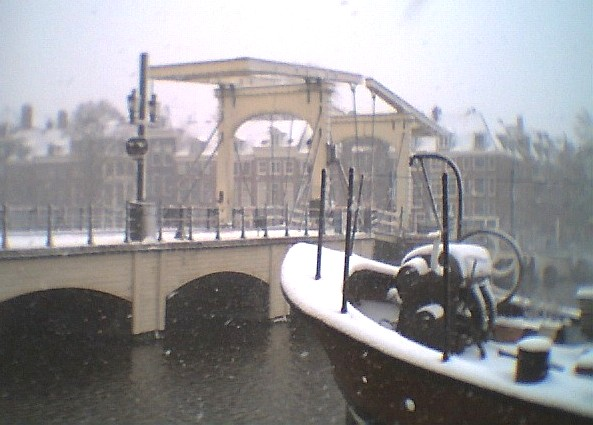
Río Ámstel en Ámsterdam. Vista del puente Magere Brug.
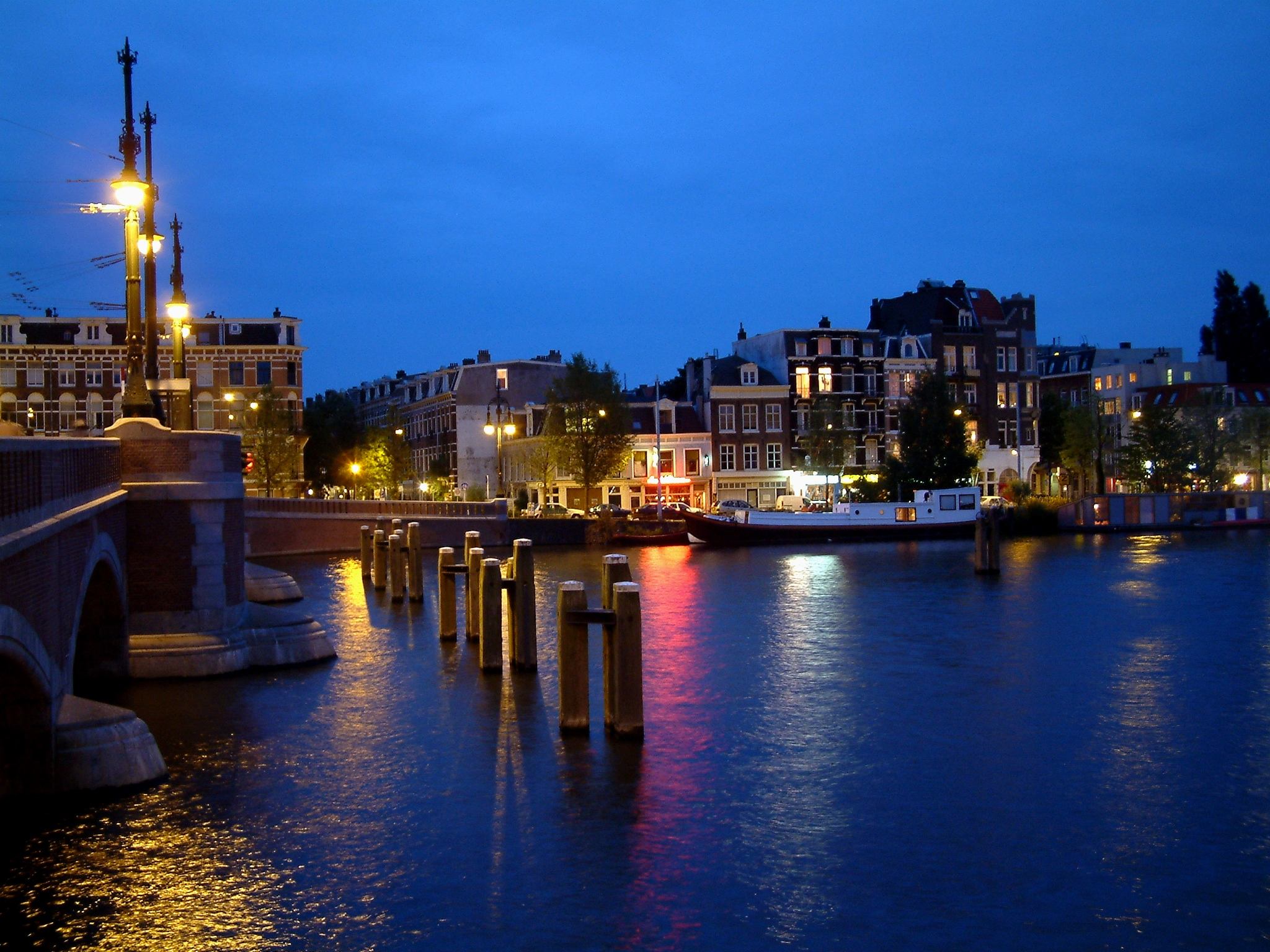
Vista del puente Blauwbrug.
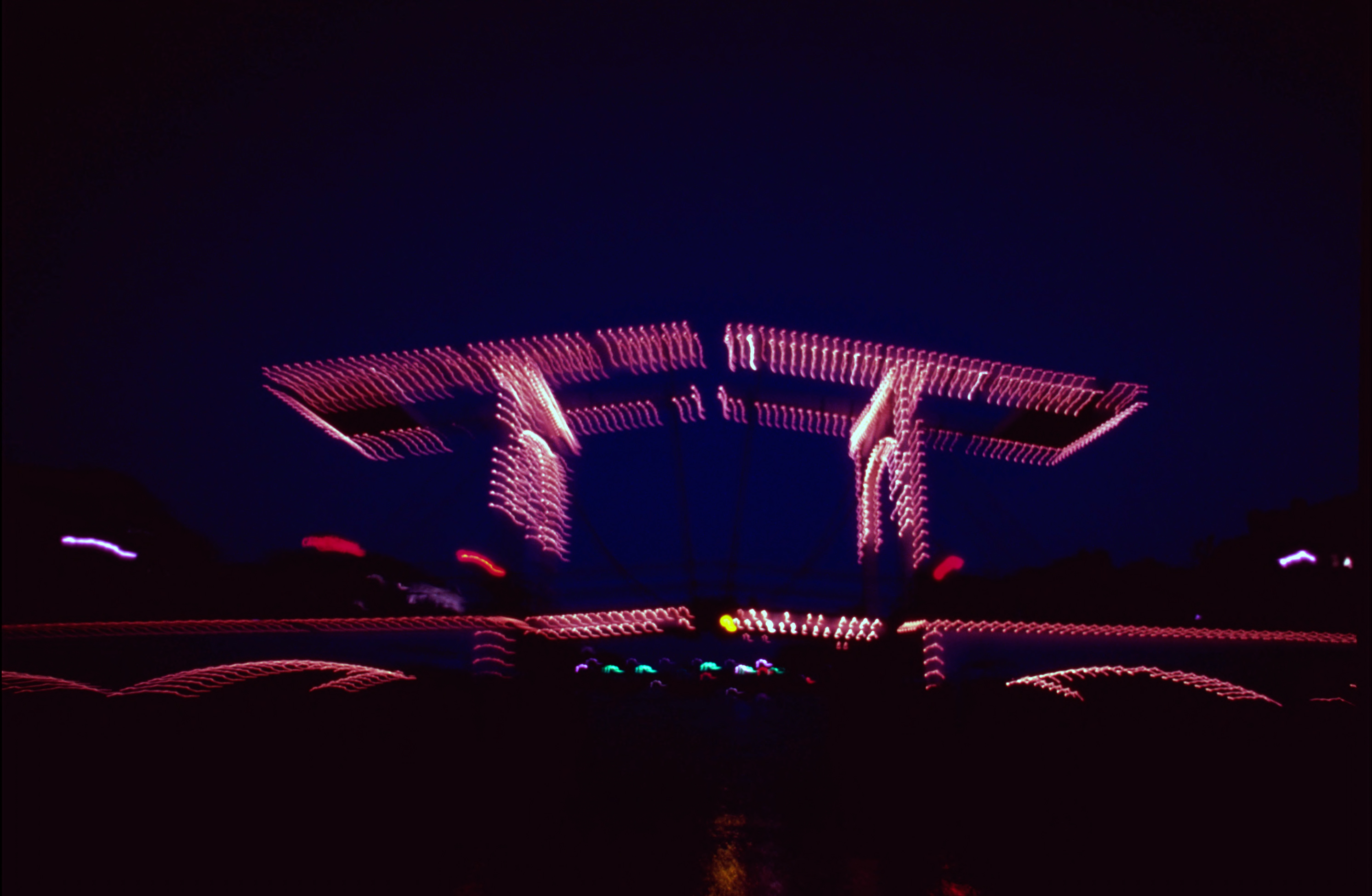
Magere Brug Amsterdam, Skinny Bridge, 1988
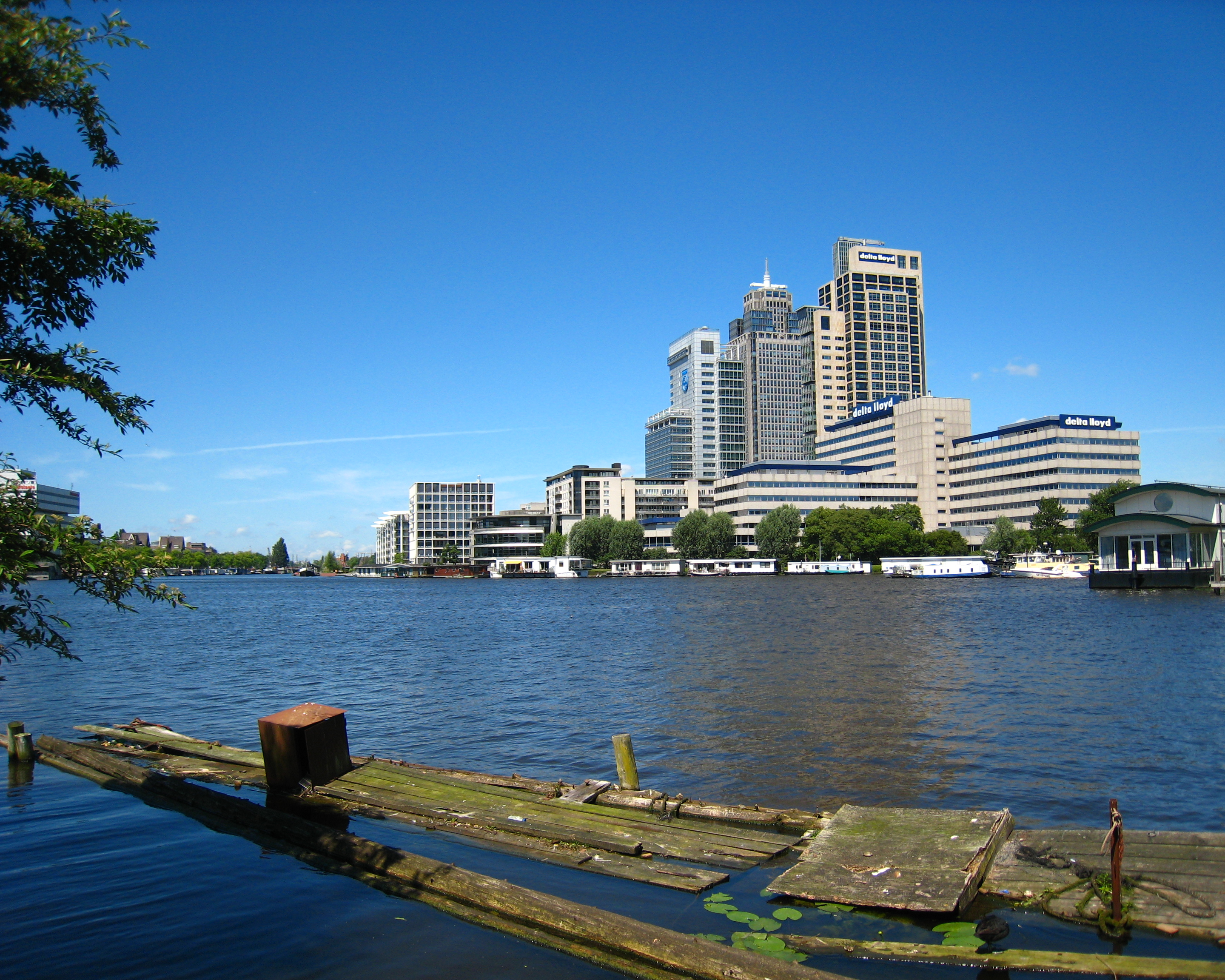
El Ámstel con una vista del Rembrandttoren, el edificio más alto de Ámsterdam.
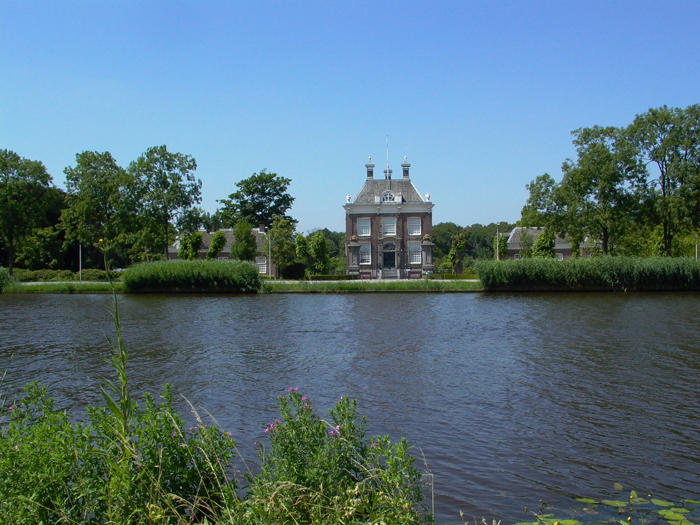
Casas situadas en la ribera del río.